# Kratke Range
De Kratke Range is een gebergte in de provincie Eastern Highlands in Papoea-Nieuw-Guinea. In deze bergketen ontspringen de rivieren Aziana, Yaiga en Ramu die naar het noordwesten afwateren.
In november 1889 betrad Hugo Zöller als eerste Europeaan de Kratke Range in de toenmalige Duitse kolonie Keizer Wilhelmsland in Duits-Nieuw-Guinea tijdens een expeditie in het Finisterregeberte. Hij noemde het toen het Krätkegebirge, naar de Landeshauptmann van deze Duitse kolonie, Reinhold Kraetke (1845-1934).